# Władysław Milata
Władysław Jan Milata (ur. 30 maja 1911 w Cieszynie, zm. 25 grudnia 1954 w Krakowie) – polski geograf i klimatolog, profesor Uniwersytetu Jagiellońskiego w Krakowie, oficer meteorolog Polskich Sił Powietrznych w Wielkiej Brytanii, działacz turystyczny.

## Życiorys
Był absolwentem Gimnazjum im. A. Osuchowskiego w Cieszynie. Po jego ukończeniu rozpoczął studia geograficznie na Uniwersytecie Jagiellońskim w Krakowie, gdzie w 1933 uzyskał stopień magistra filozofii z zakresu geografii, a w cztery lata później – tytuł doktora filozofii w zakresie klimatologii i statystyki. Pracował wówczas w Instytucie Geograficznym UJ. Zajmował się głównie meteorologią i klimatologią obszarów górskich, które badał na przykładzie Karpat. W szczególności interesował się opadami atmosferycznymi, zjawiskiem inwersji temperatury oraz wiatrów fenowych. Badał prognozowanie pogody pod kątem wpływu na poszczególne dziedziny gospodarki. Zajmował się również powodziami na terenach górskich, starając się opracować metody ich przewidywania oraz zapobiegania im. Uczestniczył w opracowywaniu i redagowaniu komunikatów śniegowych na potrzeby turystyki i narciarstwa.
Był zapalonym turystą, który szczególnie umiłował sobie Tatry. W 1930 był inicjatorem powstania w Krakowie Towarzystwa Krzewienia Narciarstwa. Pisał również artykuły do czasopism popularnych i turystycznych. Na stopień podporucznika został mianowany ze starszeństwem z 1 stycznia 1936 i 2651. lokatą w korpusie oficerów rezerwy piechoty.
W sierpniu 1939 został zmobilizowany i trafił w szeregi 21 Dywizji Piechoty Górskiej, stacjonującej w Bielsku. Służąc w stopniu podporucznika, walczył w kampanii wrześniowej. Przekroczywszy granicę rumuńską, przez Jugosławię, Grecję i Bliski Wschód przedostał się do Francji, gdzie wstąpił w szeregi polskiej 4 Dywizji Piechoty. Po upadku Francji, przez Gibraltar przedostał się do Wielkiej Brytanii, wstępując do tworzonej Samodzielnej Brygady Spadochronowej. W 1941 został przeniesiony do służby meteorologicznej, pełniąc służbę synoptyka w lotnictwie polskim. Posiadał numer służbowy RAF P-1524. W trzy lata później został oddelegowany do Kanady, do służby w transatlantyckiej sekcji Meteorological Office Transport Command. Drugą wojnę światową zakończył w stopniu kapitana; został też odznaczony Srebrnym Krzyżem Zasługi w 1943 i Medalem Lotniczym w 1945.
Po zakończeniu wojny, Władysław Milata powrócił do Polski w 1946. Podjął pracę w Katedrze Geografii Fizycznej Uniwersytetu Jagiellońskiego, gdzie zorganizował Zakład Klimatologii, którym następnie kierował. W 1954 otrzymał stopień naukowy docenta. W 1949 został wydany podręcznik akademicki jego autorstwa pt. Pogoda i jak ją przewidywać. Wykładał również na innych krakowskich uczelniach: Wyższej Szkole Pedagogicznej, Akademii Górniczo-Hutniczej oraz Akademii Handlowej, gdzie prowadził Katedrę Geografii Gospodarczej. Zorganizował krakowskie struktury Państwowego Instytutu Hydrologiczno-Meteorologicznego oraz Karpacką Sieć Meteorologiczną. Był członkiem Polskiego Towarzystwa Meteorologicznego i Hydrologicznego oraz Polskiego Towarzystwa Geograficznego. Nie zaprzestał również działalności turystycznej, organizując krakowski oddział Polskiego Towarzystwa Turystyczno-Krajoznawczego. Należał do Polskiego Związku Narciarskiego, a w 1948 był jednym z założycieli miesięcznika „Poznaj Świat”.
Po śmierci został pochowany na cmentarzu Rakowickim w Krakowie (kwatera BD płn. 2).

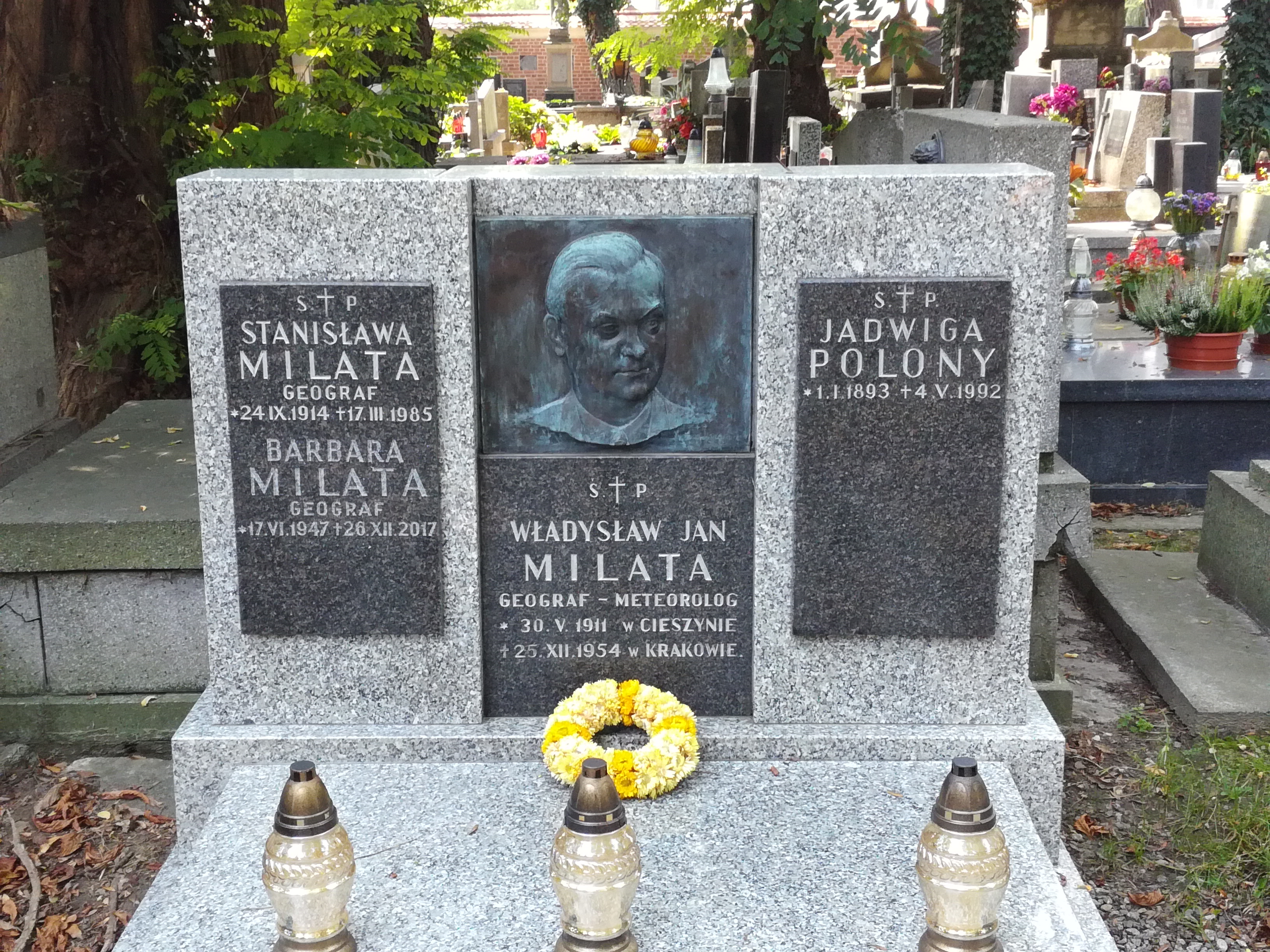
grób prof. Władysława Milaty na cmentarzu Rakowickim